# 绝境铸剑
《绝境铸剑》是2019年首播的中国大陆电视剧，由黄文利执导，张桐、彭冠英、王乐君、潘雨辰等主演。2019年12月26日在央视一套播出。该剧是庆祝中华人民共和国成立七十周年国家广播电视总局优秀剧目展播劇目之一。